# Song (Fluggesellschaft)
Song war der Markenname einer Billigflug-Sparte der US-amerikanischen Fluggesellschaft Delta Air Lines mit Sitz in Atlanta.

## Geschichte
Am 15. April 2003 richtete Delta Air Lines firmenintern die Unterabteilung Song zur Durchführung von Billigflügen ein. Song war keine eigenständige Fluggesellschaft, sondern lediglich eine Handelsmarke. Die Unternehmensabteilung nutzte das Air Operator Certificate sowie die ICAO- und IATA-Codes der Delta Air Lines. Die Unternehmenssparte wurde am 25. Februar 2006 wieder aufgelöst. Die Flugzeuge wurden danach umgerüstet und wieder in die Flotte von Delta Air Lines integriert.

## Ziele
Hauptsächlich wurden Ziele an der US-amerikanischen Ostküste sowie in Florida und der Karibik angeflogen, Drehkreuz war der Orlando International Airport.

## Flotte
Bei Aufgabe des Markenauftritts betrieb Delta Air Lines 48 Flugzeugen unter dem Namen Song:
- 48 Boeing 757-200